# Vụ sập đường cao tốc Mai Châu 2024
Ngày 1 tháng 5 năm 2024, một đoạn đường cao tốc ở Mai Châu, tỉnh Quảng Đông, Trung Quốc bị sập, khiến 48 người thiệt mạng và làm 30 người bị thương. Vụ sập đường xảy ra vào lúc 2h10 sáng giờ Trung Quốc. Đoạn đường bị sập thuộc  tuyến cao tốc Mai Long (đoạn Mai Đại) theo hướng tuyến Phúc Kiến, khoảng 900 mét từ K11 ở trấn Trà Dương, huyện Đại Bộ, thành phố Mai Châu, tỉnh Quảng Đông, Trung Quốc.